# SRY-gen

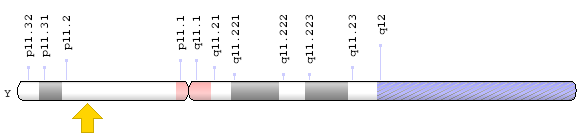
Op het menselijke Y-chromosoom bevindt het SRY-gen zich op locus Yp11.2

Het SRY-gen (sex-determining region of Y) of TDF-gen (testis determining factor) is bij de meeste zoogdieren een geslachtsbepalend gen op het Y-chromosoom dat de transcriptiefactor SRY codeert. Het gen werkt als een regulatorgen dat met verschillende andere genen op de autosomen en het X-chromosoom vanaf de zesde week na de bevruchting de vorming van de testes in de foetus op gang brengt. De testes secerneren testosteron, een steroïd geslachtshormoon dat op zijn beurt de ontwikkeling van de andere mannelijke geslachtskenmerken induceert. Bij afwezigheid van het SRY-gen ontwikkelen twee weken later de eierstokken.
Het SRY-gen behoort tot de Sox-genfamilie, SRY-gerelateerde HMG-box-genen, een genfamilie dat DNA-bindende eiwitten codeert. Aanvankelijk werd gedacht dat er een enkel hoofd-regulatorgen zou zijn dat de actieve geslachtsbepaling tot man in gang zet, terwijl bij afwezigheid daarvan er een passieve geslachtsbepaling tot vrouw zou volgen. In plaats van een dergelijk hierarchisch regelsysteem, lijkt er meer sprake te zijn van een cascade waarbij meerdere eiwitten zijn betrokken die elkaar als antagonisten in evenwicht houden tot SRY de balans doet kantelen bij de bipotentiale gonade.
Tijdens de zoogdierlijke evolutie hebben DAX1 en SRY minder selectiedruk ondervonden dan SOX9 en zijn dan ook meer gedivergeerd en slechter geconserveerd.

## Structuur
Het centrale deel van een SRY-eiwit bestaat uit de high-mobility group (HMG) dat het DNA-bindingsdomein vormt. Deze HMG-box bestaat uit 79 aminozuren. Dit domein bindt aan de nucleotidesequentie A/TAACAAT/A in de smalle groef van DNA. Het vouwt het daarbij zo'n 85° en lijkt dan ook op kruisvormig DNA. Beide uiteinde van het HMG-domein bevatten een kernlokaliseringssignaal (NLS). Deze binden calmoduline – een calcium-bindend eiwit – en importine-β – een eiwit dat proteïnen bindt en importeert in de celkern.
Buiten het HMG-domein heeft het eiwit een N-terminus en een C-terminus. Op de N-terminus treedt fosforylering op door proteïnekinase A (PKA), wat het DNA-bindend vermogen vergroot. De C-terminus heeft bij de mens een nauwelijks geconserveerde structuur.

## Reactiepad
Het SRY-eiwit fungeert als transcriptiefactor en vormt met steroïdogene factor 1 (SF1) een complex dat zich bindt aan de enhancer van SOX9 (testis-specific enhancer of Sox9 core, TESCO). SRY zet zo de upregulatie in gang van SOX9. De genexpressie van SOX9 leidt tot celdifferentiatie in de tot dan ongedifferentieerde gonadale richel. De gedifferentieerde cellen zijn de sertolicellen die de zaadbuisjes vormen. De gonade vormt zich zo tot de testes.
Bij afwezigheid van SRY kunnen genen als WNT4 en FOXL2 tot expressie komen. Deze upreguleren andere vrouwelijke genen, zoals follistatine. Dit leidt tot de differentiatie van granulosacellen en theca-cellen, de productie van oöcyten en de vorming van ovariële follikels.
Buiten het reactiepad dat de gonadale ontwikkeling in gang zet, heeft SRY ook andere invloeden. Het kan ook de transcriptie van tyrosinehydroxylase in gang zetten. Mogelijk reguleert dit bij mannen catecholamine, wat een rol speelt bij de biosynthese van adrenaline, noradrenaline en dopamine.
Bij muizen is gevonden dat Sry een expressie kent in de substantia nigra in de hersenen en daar een rol speelt bij motorische sturing van dopaminergische neuronen. Daarmee heeft Sry een directe invloed op de hersenen, buiten de geslachtshormonen om.
Bij spontaan hypertensieve ratten blijkt Sry1 van invloed op de bloeddruk in de nieren.
Bij de bruine rat heeft ook expressie van Sry in de bijnieren.

## Evolutie
Het zich op het X-chromosoom bevindende SOX3-gen heeft een sequentie die van de Sox-genfamilie het meest lijkt op SRY en mogelijk stamt SRY hier dan ook van af via een toename-van-functie-mutatie (gain-of-function). Dit suggereert dat SRY slechts indirect de testes-bepaling in gang zet, mogelijk door te binden met andere chromatine-remodelerende eiwitten.
Deze evolutie bij de zoogdieren heeft plaatsgevonden na de splitsing tussen cloacadieren en theria (buideldieren en placentadieren) zo'n 165 miljoen jaar geleden (Ma), aangezien de cloacadieren als het vogelbekdier geen ortholoog hebben van het SRY-gen. Het gerelateerde SOX3-gen bevindt zich bij het vogelbekdier op het autosomale chromosoom 6. Het SRY-gen zal dus pas bij de theria geslachtsbepalend zijn geworden.
Het SRY-gen is slecht geconserveerd, afgezien van de HMG-box. Mutaties van de HMG-box kunnen leiden tot geslachtsomkering.

## Onderzoeksgeschiedenis
Vanaf 1986 werd de zoektocht naar een geslachtsbepalend hoofd-regulatorgen op het Y-chromosoom serieus in gang gezet. David C. Page dacht het jaar daarop met ZFY het geslachtsbepalende gen op dit chromosoom gevonden te hebben. Page vroeg Jenny Graves daarop om het ZFY-gen te lokaliseren bij kangoeroes, waar zij het met Andrew Sinclair vond op chromosoom 5. Daarmee was het een onwaarschijnlijke kandidaat als geslachtsbepalend gen.
Uiteindelijk ontdekte Sinclair in 1990 via onderzoek met vier XX-mannen dat het SRY-gen hiervoor verantwoordelijk is. Een XX-muis met een Sry-transgen bleek testes te ontwikkelen, waarmee duidelijk werd dat de andere genen of het Y-chromosoom daarbij niet nodig zijn.
Nadat de ontwikkeling van de teelballen in gang is gezet, induceert dit gen daarna het anti-Müller-hormoon dat de vorming van vrouwelijke geslachtsorganen uit gang van Müller onderdrukt. Er zou dus sprake zijn van een actieve geslachtsbepaling om man te worden, terwijl vrouw-worden passief zou zijn, aangezien dit juist in gang zou worden gezet door de afwezigheid van deze stimuli. John Money noemde deze vermeende actieve geslachtsbepaling dan ook het adamprincipe.
Het SRY-gen op het kleine en daarmee relatief makkelijk te onderzoeken Y-chromosoom zou de differentiatie van de gonadale richel in gang zetten, waarna de verdere ontwikkeling gestuurd zou worden door de geslachtshormonen. In 1992 werd een SRY-gen-test zelfs onderdeel van de geslachtstest van het Internationaal Olympisch Comité om het geslacht van vrouwelijke atleten te bepalen. De rol van het gen paste binnen het in die tijd in de ontwikkelingsbiologie gangbare idee van hoofd-regulatorgenen die secundaire genen aansturen die vervolgens de genexpressie van weer andere genen in gang zetten.:127-133
De allesbepalende rol van dit gen werd al direct in twijfel getrokken, aangezien dit model belangrijke zaken niet kon verklaren. Jenniffer Graves en Roger Short stelden dat door de grote nadruk op het vinden van een geslachtsbepalend hoofd-regulatorgen op het Y-chromosoom de invloed van genen op andere chromosomen onderbelicht was gebleven. Zij dachten dat dosiscompensatie op het X-chromosoom samenwerkt met het SRY-gen bij de geslachtsbepaling. Doordat het onduidelijk was welke genen geactiveerd werden door het SRY-gen, leek het ook aannemelijker dat er meerdere genen bij betrokken waren en dat er niet een enkel hoofd-regulatorgen is. In plaats van een hierarchisch regelsysteem, lijkt het meer een cascade.
Ook leek het SRY-gen niet zozeer activerend, maar eerder andere genen te onderdrukken. Uiteindelijk bleek SRY zich met SF1 te binden aan een enhancer van SOX9. SF1 wordt gecodeerd door het NR5A1-gen op chromosoom 9 op locus 9q33.3.
De op het SRY-gen aanwezige HMG-box heeft verwante versies op autosomen en op het X-chromosoom. In 1994 vond Graves met Jamie W. Foster een sequentie op een X-chromosoom van knaagdieren die homoloog is met het SOX3-gen van muizen en mensen. Volgens hen duidde dit op een voorouderlijk autosomaal SOX-gen waar zowel SOX3 op het X-chromosoom als SRY op het Y-chromosoom van afstamden.
Verder onderzoek maakte duidelijk dat het Y-chromosoom een slecht geconserveerde sequentie heeft tussen verschillende soorten zoogdieren, iets wat niet verwacht werd bij zo'n schijnbaar belangrijk gen. Zoogdieren als Tokudaia osimensis, Tokudaia tokunoshimensis, Ellobius lutescens en Ellobius tancrei hebben zelfs geen Y-chromosoom en SRY-gen meer. Naast het SRY-gen zijn er nog vele honderden tot duizenden genen op het X-chromosoom en de autosomen betrokken om de ontwikkeling van teelballen in gang te zetten. Veel van de weinige genen op het Y-chromosoom zouden verder mogelijk junk-DNA bevatten. Halverwege de jaren 1990 werd dan ook het idee verlaten van een enkel hoofd-regulatorgen met een eenvoudige genenhiërarchie. Er werd ontdekt dat de genen DAX1, SOX9, DMRT1 en WNT4 het SRY-gen kunnen onderdrukken met geslachtsomkering tot gevolg, terwijl deze genen zich niet op het Y-chromosoom bevinden.:133-136
SRY bleek ook een transcriptiesignaal te hebben en een variërende functie in verschillende soorten. Graves stelde dan ook dat door de nadruk op onderzoek van het Y-chromosoom – wat zij het dominante-Y-model noemde – mogelijk over het hoofd was gezien welke aanvankelijk homologe genen daarop gereduceerde versies waren van genen op het X-chromosoom. Ook werd gesteld dat de ontwikkeling van eierstokken de standaardinstelling was bij het ontbreken van het SRY-gen, maar ontbrak een onderbouwing hoe dit in gang wordt gezet en welke genen hierbij betrokken zijn. De ontwikkeling van eierstokken bleek niet een passief standaardproces bij afwezigheid van het SRY-gen, maar vereist een eigen set aan genen, zoals WNT4.

## Aandoeningen
Mensen met het syndroom van De la Chapelle hebben een 46,XX-karyotype, typisch voor vrouwen. Door crossing-over kan een van de X-chromosomen het SRY-gen verkrijgen, waardoor de ontwikkeling van testis in gang wordt gezet. De X-inactivatie treedt bij zo'n 90% van bij het X-chromosoom zonder het SRY-gen, waarna veelal een vrijwel volledige mannelijke ontwikkeling volgt. Bij inactivatie van het chromosoom met het SRY-gen volgt een onvolledige ontwikkeling. Bij zo'n 20% is het SRY-gen helemaal niet aanwezig en wordt het door een autosoom veroorzaakt, waarbij mutaties van SOX9, DAX1 en WNT4 een rol kunnen spelen en kan echt hermafroditisme optreden.
Het syndroom van Swyer is een Y-gebonden erfelijke aandoening. Bij een deel hiervan is de oorzaak het ontbreken van het SRY-gen (46,XY, SRY-). Hierdoor zal het embryo, ondanks de aanwezigheid van een Y-chromosoom, zich toch uiterlijk ontwikkelen tot een meisje.
| Karyotype | Mutatie of atypische expressie | Aandoening                  | Fenotype   |
| --------- | ------------------------------ | --------------------------- | ---------- |
| 46,XX     | SRY+ (crossing-over)           | Syndroom van De la Chapelle | Mannelijk  |
| 46,XX     | SOX9                           | Syndroom van De la Chapelle | Mannelijk  |
| 46,XY     | SRY-                           | Syndroom van Swyer          | Vrouwelijk |